# Sten Ahlner
Sten Ahlner (Stockholm, 1915. december 7. – 1997) svéd nemzetközi labdarúgó-játékvezető, sportújságíró, sportvezető.

## Pályafutása

### Nemzeti játékvezetés
1949-ben lett az I. Liga játékvezetője. A nemzeti játékvezetéstől 1958-ban vonult vissza.

### Nemzetközi játékvezetés
A Svéd labdarúgó-szövetség Játékvezető Bizottsága (JB) terjesztette fel nemzetközi játékvezetőnek, a Nemzetközi Labdarúgó-szövetség (FIFA) 1952-től tartotta nyilván bírói keretében. Több nemzetek közötti válogatott és klubmérkőzést vezetett, vagy működő társának partbíróként segített. A svéd nemzetközi játékvezetők rangsorában, a világbajnokság-Európa-bajnokság sorrendjében többedmagával a 22. helyet foglalja el 1 találkozó szolgálatával. Az aktív nemzetközi játékvezetéstől 1958-ban búcsúzott. Válogatott mérkőzéseinek száma: 10.

#### Labdarúgó-világbajnokság
A világbajnoki döntőhöz vezető úton Svédországba a VI., az 1958-as labdarúgó-világbajnokságra a FIFA JB játékvezetőként alkalmazta. A FIFA JB elvárása szerint, ha nem vezetett, akkor partbíróként tevékenykedett. Három csoportmérkőzésen volt partbíró. Egy esetben első számú küldést kapott, játékvezetői sérülés esetén továbbvezethette volna a találkozót. Vezetett mérkőzéseinek száma:  1 + 3 (partbíró).

##### 1958-as labdarúgó-világbajnokság

###### Világbajnoki mérkőzés
| Időpont          | Helyszín                      | Mérkőzés típusa              | Mérkőzés                 | Eredmény | Nézők száma |
| ---------------- | ----------------------------- | ---------------------------- | ------------------------ | -------- | ----------- |
| 1958. június 12. | Örjans Vall Stadion, Halmstad | csoportmérkőzés (1. csoport) | Argentína–Észak-Írország | 3 : 1    | 14 000      |

#### Skandináv Bajnokság
Dánia kezdeményezésére az első világháború után, 1919-től rendezték meg a Norvég labdarúgó-válogatott, Dán labdarúgó-válogatott, Svéd labdarúgó-válogatott részvételével. 1929-től a Finn labdarúgó-válogatott is csatlakozott a résztvevőkhöz. 1983-ban befejeződött a sportverseny.
| Időpont             | Helyszín                  | Mérkőzés típusa | Mérkőzés            | Eredmény |
| ------------------- | ------------------------- | --------------- | ------------------- | -------- |
| 1957. szeptember 1. | Nemzeti Stadion, Helsinki | csoportmérkőzés | Finnország–Norvégia | 0 – 4    |

## Sportvezetőként
1940-1947 között a Svéd Jégkorong Szövetség elnökségi tagja, 1942-1946 között titkára és 1946-1947 elnökhelyettese. 1975-1981 között a Svéd Labdarúgó-szövetség (CIO) vezetője.